# Mbeyú
 (octobre 2021).
Le mbeyú (prononcé de la même façon qu'en espagnol mais écrit mbeju en guarani moderne, beiju en portugais) est un type de crêpe faite à base de fécule de manioc et de fromage frais. Elle est un héritage de la cuisine métisse cario-guarani-espagnole et est traditionnelle dans la gastronomie paraguayenne, et brésilienne.

## Histoire et origine
Il existe une idée fausse selon laquelle la gastronomie paraguayenne est appelée « gastronomie guarani ». La gastronomie paraguayenne est née de la fusion de la cuisine espagnole et de la cuisine cario-guarani, qui s'est développée sous l'influence des pères franciscains, des Espagnols et des créoles d'Asuncion, qui se sont installés dans cette ville et ses environs. Des localités comme Tobatí, Atyrá, Altos, Areguá, Ypané, Guarambaré, Itá et Yaguarón sont des exemples vivants de la manière dont la culture paraguayenne s'est développée en dehors et à l'écart de l'influence mercantile des Jésuites. Lorsque les Jésuites ont été expulsés en 1767, les indigènes sont retournés dans leur habitat naturel (la jungle missionnaire) mais ne se sont pas rendus à Asuncion et dans sa zone d'influence pour éduquer ou enseigner ; la preuve en est l'extinction de la poterie jésuite, mais pas de la poterie franciscaine, qui est encore vivante à Itá, Areguá et Tobatí,.
La cuisine de base des Cario-Guarani se composait de la chasse, de la pêche, des cultures céréalières, des techniques et méthodes de cuisson, ainsi que des ustensiles qu'ils fabriquaient. Les premiers antécédents du syncrétisme cario-guarani espagnol ont eu lieu au moment de la fondation d'Asuncion et de ses environs, où ont été fondées plus tard les réductions franciscaines d'Altos, Atyrá, Guarambaré, Itá,, etc. Dans le gouvernorat du Paraguay, il existait une juridiction catholique appelée Provincia Paraguaria. Cette province, qui dépendait alors de la vice-royauté du Pérou, couvrait les régions du Paraguay, de l'Argentine, de l'Uruguay et certaines parties de la Bolivie, du Brésil et du Chili (entre 1604 et 1617). À partir de 1617, la Provincia Paraguaria a été démembrée en Gobernación del Río de la Plata et Gobernación del Paraguay, et est donc passée sous la juridiction de ce dernier. Par la suite, cette région a fait partie de l'éphémère vice-royauté du Río de la Plata (1776-1810).
Dans les journaux de bord (de voyageurs comme l'Allemand Ulrich Schmidl) et dans les archives historiques de la vice-royauté, il apparaît dans plusieurs paragraphes que les Cario-Guarani (une tribu qui habitait la région d'Asuncion) préparaient des gâteaux et des pains à base de manioc, de maïs et de maïs doux mélangés à de la graisse animale, connus sous le nom de mbuyapé (« pain » en guarani). Le régime alimentaire des Cario-Guarani était complété par des aliments créoles apportés par les Espagnols depuis le vieux continent. Cela est dû à l'introduction du bétail en 1556, qui a permis d'obtenir de « nouveaux » aliments tels que le bœuf et le mouton, le lait, les œufs, le fromage, etc. Ainsi, les aliments contenant des ingrédients issus de la base gastronomique cario-guarani (maïs, manioc, citrouille, patate douce, etc.) se sont mêlés aux ingrédients apportés par les Espagnols (viande, lait, fromage, œufs, etc.). Cette union a donné naissance à des aliments qui ont été consommés depuis cette période vice-royale jusqu'à nos jours. C'est dans ce contexte qu'est née la recette des plats typiques du Paraguay, à base de manioc, de maïs, de fromage, de lait et de bœuf.